# デス・ヴィレッジ
『デス・ヴィレッジ』（原題: Ritual、Tales from the Crypt Presents: Ritual）は、2002年製作のアメリカ合衆国のホラー映画。HBOのテレビドラマ、『ハリウッド・ナイトメア』の一環として製作された。これは、『ボーデロ・オブ・ブラッド/血まみれの売春宿』の続編にして第3弾。

## キャスト
※括弧内は日本語吹替。
- アリス・ドジスン博士 - ジェニファー・グレイ（引田有美）
- ポール・クレイボーン - クレイグ・シェイファー（古澤徹）
- ウェズリー・クレイボーン - ダニエル・ラパイン（堀越省之助）
- ラム・カロ - クリステン・ウィルソン（岡田佐知恵）
- J.B. - ガブリエル・カソーズ(一馬芳和)
- マシュー・ホープ - ティム・カリー
- アーチボルド警視 - ロン・テイラー
- ピーター・ウィンズフォード博士 - エリック・アヴァリ
- ジャビットズ博士 - スティーヴン・トボロウスキー
- ジャクソン - ランドルフ・ウィンストン・ジョーンズ（寺田明正）
- ジャッキー - ジェシカ・コリンズ（片貝薫）
- ジェニー・ガルシア - リア・マリー・ゴールド（笹川亜矢奈）
- クリプトキーパー（声） - ジョン・カーサー（田原アルノ）

その他の吹替版キャスト
御園行洋／立花有悟／青山桐子／水野光太